# Hönsmålla
Hönsmålla (Chenopodium missouriense) är en amarantväxtart som beskrevs av Paul Aellen. Hönsmålla ingår i släktet ogräsmållor, och familjen amarantväxter. Inga underarter finns listade i Catalogue of Life.